# Jared Boll
Pour les articles homonymes, voir Boll.
Jared Boll (né le 13 mai 1986 à Charlotte en Caroline du Nord) est un joueur professionnel américain de hockey sur glace.

## Carrière
Boll est à l'origine repêché par les Frontenacs de Kingston, mais choisit de partir en hockey collège en jouant pour les Stars de Lincoln. Après avoir accompli son cursus universitaire en United States Hockey League, il décide de rejoindre la Ligue de hockey de l'Ontario et les Whalers de Plymouth. Boll atteint enfin son but et fut sélectionné par les Blue Jackets de Columbus en 2005, il saute directement le pas entre la LHO et la Ligue nationale de hockey et rejoint l'équipe en 2007-2008. À sa première saison en LNH, Boll atteint un sommet de 226 minutes de pénalités.
Le 5 juillet 2016, après avoir été racheté par les Blue Jackets de Columbus à la fin juin, il s'entend avec les Ducks d'Anaheim pour 2 ans.

## Statistiques
| Saison     | Équipe                   | Ligue      |     | Saison régulière | Saison régulière | Saison régulière | Saison régulière | Saison régulière |   | Séries éliminatoires | Séries éliminatoires | Séries éliminatoires | Séries éliminatoires | Séries éliminatoires |
| Saison     | Équipe                   | Ligue      | PJ  | B                | A                | Pts              | Pun              | PJ               | B | A                    | Pts                  | Pun                  |                      |                      |
| 2003-2004  | Stars de Lincoln         | USHL       | 57  | 6                | 8                | 14               | 176              | -                | - | -                    | -                    | -                    |                      |                      |
| 2004-2005  | Stars de Lincoln         | USHL       | 59  | 23               | 24               | 47               | 294              | 4                | 1 | 3                    | 4                    | 25                   |                      |                      |
| 2005-2006  | Whalers de Plymouth      | LHO        | 65  | 19               | 22               | 41               | 205              | 13               | 2 | 4                    | 6                    | 21                   |                      |                      |
| 2006-2007  | Whalers de Plymouth      | LHO        | 66  | 28               | 27               | 55               | 198              | 20               | 6 | 4                    | 10                   | 66                   |                      |                      |
| 2007-2008  | Blue Jackets de Columbus | LNH        | 75  | 5                | 5                | 10               | 226              | -                | - | -                    | -                    | -                    |                      |                      |
| 2008-2009  | Blue Jackets de Columbus | LNH        | 75  | 4                | 10               | 14               | 180              | 1                | 0 | 0                    | 0                    | 0                    |                      |                      |
| 2009-2010  | Blue Jackets de Columbus | LNH        | 68  | 4                | 3                | 7                | 149              | -                | - | -                    | -                    | -                    |                      |                      |
| 2010-2011  | Blue Jackets de Columbus | LNH        | 73  | 7                | 5                | 12               | 182              | -                | - | -                    | -                    | -                    |                      |                      |
| 2011-2012  | Blue Jackets de Columbus | LNH        | 54  | 2                | 1                | 3                | 126              | -                | - | -                    | -                    | -                    |                      |                      |
| 2012-2013  | TuTo Turku               | Mestis     | 5   | 2                | 1                | 3                | 31               | -                | - | -                    | -                    | -                    |                      |                      |
| 2012-2013  | Blue Jackets de Columbus | LNH        | 43  | 2                | 4                | 6                | 100              | -                | - | -                    | -                    | -                    |                      |                      |
| 2013-2014  | Blue Jackets de Columbus | LNH        | 28  | 1                | 1                | 2                | 62               | 2                | 0 | 0                    | 0                    | 0                    |                      |                      |
| 2014-2015  | Blue Jackets de Columbus | LNH        | 72  | 1                | 4                | 5                | 109              | -                | - | -                    | -                    | -                    |                      |                      |
| 2015-2016  | Blue Jackets de Columbus | LNH        | 30  | 1                | 2                | 3                | 61               | -                | - | -                    | -                    | -                    |                      |                      |
| 2016-2017  | Ducks d'Anaheim          | LNH        | 51  | 0                | 3                | 3                | 87               | 8                | 0 | 0                    | 0                    | 5                    |                      |                      |
| 2017-2018  | Ducks d'Anaheim          | LNH        | 10  | 1                | 0                | 1                | 16               | 0                | 0 | 0                    | 0                    | 0                    |                      |                      |
| 2017-2018  | Gulls de San Diego       | LAH        | 15  | 1                | 2                | 3                | 19               | -                | - | -                    | -                    | -                    |                      |                      |
| Totaux LNH | Totaux LNH               | Totaux LNH | 579 | 28               | 38               | 66               | 1 298            | 11               | 0 | 0                    | 0                    | 5                    |                      |                      |